# Shebandowan Lakes
Shebandowan Lakes är sjöar i Kanada.   De ligger i provinsen Ontario, i den sydöstra delen av landet, 1 200 km väster om huvudstaden Ottawa. Shebandowan Lakes ligger 470 meter över havet. De ligger vid sjön Loch Macdougall.
I omgivningarna runt Shebandowan Lakes växer i huvudsak blandskog. Trakten runt Shebandowan Lakes är nära nog obefolkad, med mindre än två invånare per kvadratkilometer.